# Yves Bardreau
Yves Bardreau, né le 2 février 1971 à Rouen, est un karatéka français connu pour avoir été champion d'Europe et vice-champion du monde en kata par équipe masculin à plusieurs reprises.

## Résultats
| Résultat | Date | Épreuve         | Catégorie | Compétition                | Ville hôte                         |
| -------- | ---- | --------------- | --------- | -------------------------- | ---------------------------------- |
| [ 2 ]    | 1991 | Kata par équipe | Seniors   | Championnats d'Europe 1991 | Hanovre, en Allemagne              |
| [ 2 ]    | 1992 | Kata par équipe | Seniors   | Championnats d'Europe 1992 | Bois-le-Duc, aux Pays-Bas          |
| [ 2 ]    | 1993 | Kata par équipe | Seniors   | Championnats d'Europe 1993 | Prague, en République tchèque      |
| [ 2 ]    | 1994 | Kata par équipe | Seniors   | Championnats d'Europe 1994 | Birmingham, au Royaume-Uni         |
| [ 2 ]    | 1994 | Kata par équipe | Seniors   | Championnats du monde 1994 | Kota Kinabalu, en Malaisie         |
| [ 2 ]    | 1995 | Kata par équipe | Seniors   | Championnats d'Europe 1995 | Helsinki, en Finlande              |
| [ 2 ]    | 1996 | Kata par équipe | Seniors   | Championnats d'Europe 1996 | Paris, en France                   |
| [ 2 ]    | 1996 | Kata par équipe | Seniors   | Championnats du monde 1996 | Sun City, en Afrique du Sud        |
| [ 2 ]    | 1997 | Kata par équipe | Seniors   | Championnats d'Europe 1997 | Santa Cruz de Tenerife, en Espagne |
| [ 3 ]    | 1998 | Kata individuel | Seniors   | Championnats d'Europe 1998 | Belgrade, en Serbie-et-Monténégro  |